# Formy kształcenia
Formy kształcenia – organizacyjna strona kształcenia, która w odróżnieniu od metod nauczania dotyczy sposobu pracy nauczycieli oraz uczniów. Formy kształcenia obejmują zewnętrzne warunki tegoż kształcenia.
Nadrzędnym celem każdego procesu nauczania, jak podaje Czesław Kupisiewicz, jest optymalny rozwój umysłowy, emocjonalny i wolicjonalny ucznia, czyli wszelkie świadome, planowe i systematyczne oddziaływania dydaktyczno-wychowawcze zapewniające mu wykształcenie ogólne lub zawodowe.

## Podział form kształcenia
Formy kształcenia ze względu na cel:
- kształcenie ogólne – wprowadza człowieka w świat przyrody, techniki i kultury, przygotowuje do poznawania i zmieniania siebie i tego świata;
- kształcenie zawodowe – służy nabywaniu kompetencji profesjonalnych, niezbędnych w pracy zawodowej, a więc wiedzy, umiejętności i właściwości osobowych niezbędnych do wykonywania działalności zawodowej

Formy kształcenia ze względu na miejsce, w jakim odbywa się kształcenie:
- kształcenie szkolne – przebiega w specjalnie do tego powołanych instytucjach (szkoły), w których ma miejsce działalność dydaktyczna i wychowawcza skierowana na realizację społecznie akceptowanych celów kształcenia. Może mieć charakter obowiązkowy lub ponadobowiązkowy, ogólnokształcący i zawodowy;
- kształcenie pozaszkolne;
  - kształcenie równoległe – jest działalnością dydaktyczno-wychowawczą prowadzona poprzez instytucje kulturalne, oświatowe, środki masowego przekazu, organizacje i stowarzyszenia skierowana na dzieci i młodzież, stwarzająca warunki rozwoju zainteresowań, zdolności i uzdolnień, poszerzania wiedzy, doskonalenia sprawności nabytych w szkole oraz godziwego spędzania czasu wolnego. Dzięki atrakcyjnym treściom i sposobom działania zaspokajającym zróżnicowane potrzeby dzieci i młodzieży, elastyczności form i metod, swoistej żywiołowości, mają niejednokrotnie silniejszy wpływ na dzieci i młodzież;
  - kształcenie dorosłych – kształcenie ustawiczne – różne formy kształcenia dorosłych z akcentem na uzupełnienie wykształcenia ogólnego oraz dokształcanie i doskonalenie kwalifikacji zawodowych.

Formy kształcenia ze względu na treść kształcenia:
- kształcenie jednostronne – odnosi się do każdego typu kształcenia, w którym dominuje jeden rodzaj aktywności podmiotu uczącego się: aktywność intelektualna, emocjonalna lub praktyczna. Każda z nich prowadzi do jednostronnego formowania osobowości ucznia: intelektu, przeżyć i zdolności artystycznych lub umiejętności praktycznych;
- kształcenie wielostronne – postać kształcenia, w której podmiot przejawia nie tylko aktywność poznawczą, emocjonalna i praktyczną, ale każda z nich występuje zarówno w formie produktywnej i nieproduktywnej.

Formy kształcenia ze względu na stopień instytucjonalizacji:
- kształcenie formalne – proces nauczania – uczenia się przebiegający w ramach wysoko zorganizowanych instytucji, o względnie stałych parametrach dotyczących czasu trwania, miejsca przebiegu procesu, rodzaju jednostek organizacyjnych, stosunku dziecka do obowiązku szkolnego;
- kształcenie nieformalne – odbywa się poza oficjalnym i powszechnym systemem szkolnym i przeznaczony jest dla tych, którzy z różnych względów nie mogą realizować obowiązku szkolnego w ramach obowiązującej struktury szkolnej;
  - kształcenie domowe;
  - instytucje edukacji alternatywnej;
- kształcenie incydentalne – trwający przez całe życie niezorganizowany i niesystematyczny proces nabywania przez każdego człowieka wiadomości, sprawności, przekonań i postaw na podstawie codziennego doświadczenia oraz wpływów wychowawczych otoczenia: rodziny, rówieśników, sąsiadów, środowiska społecznego, publikacji, dzieł sztuki i innych środków masowego oddziaływania.

Formy kształcenia ze względu na formy organizacji:
- kształcenie organizowane przez instytucje (szkoła, rodzina) i pojedyncze osoby;
- samokształcenie.

Formy kształcenia ze względu na poziomy:
- kształcenie podstawowe;
- kształcenie średnie;
- kształcenie wyższe;
- kształcenie podyplomowe.

Formy kształcenia ze względu na miejsce:
- kształcenie stacjonarne;
- kształcenie korespondencyjne;
  - m-learning.

Formy kształcenia ze względu na formę kierowania:
- kształcenie kierowane bezpośrednio – osoba kierującą jest nauczyciel czuwający nad realizacją założonych celów kształcenia;
- kształcenie kierowane pośrednio – sterującą role pełni autor podręcznika, książki popularnonaukowej, skryptu, audycji radiowej, programu telewizyjnego, filmu oświatowego, Internetu i innych źródeł z których uczeń korzysta w procesie samokształcenia.

Formy kształcenia ze względu na odbiorców:
- specjalne – obejmujące dzieci i młodzież z brakami rozwojowymi;
- dorosłych (ustawiczne) – zwane kształceniem przez całe życie;
- równoległe – tor kształcenia realizowanego głównie przez środki masowego przekazu i różne organizacje.

Formy kształcenia ze względu na system prowadzenia nauczania:
- kształcenie w systemie dziennym
- kształcenie w systemie wieczorowym
- kształcenie w systemie zaocznym
- kształcenie w systemie eksternistycznym
- e-learning